# Bol bolujem (album)
Bol bolujem je četrnaesti studijski album pevačice Merime Njegomir, objavljen 1998. godine u izdanju PGP RTS. Album je nazvan po pesmi Bol bolujem, sa kojom je Merima trijumfovala na festivalu MESAM 1996. godine. Pored novih, na albumu se nalazi sedam bonus pesama.

## Pesme na albumu
| Br. | Naziv                            | Muzika           | Tekst                   | Aranžman                   |
| --- | -------------------------------- | ---------------- | ----------------------- | -------------------------- |
| 1.  | A gde si ti                      | Steva Simeunović | Steva Simeunović        | Miroljub Aranđelović Kemiš |
| 2.  | Kad kažem ljubav, mislim na tebe | Steva Simeunović | Steva Simeunović        | Miroljub Aranđelović Kemiš |
| 3.  | Kad procvetaju cvetovi beli      | Steva Simeunović | Steva Simeunović        | Miroljub Aranđelović Kemiš |
| 4.  | Biću tebi i žena i drug          | Steva Simeunović | Steva Simeunović        | Miroljub Aranđelović Kemiš |
| 5.  | Bol bolujem                      | Rade Krstić      | Mirjana Bukovčić Trišić | Boki Milošević             |
| 6.  | Imaš sreće                       | Miša Mijatović   | Ljiljana Jevremović     | Miša Mijatović             |
| 7.  | Što je lepo kad se neko voli     | Ljubo Kešelj     | Mirjana Ilić            | Miša Mijatović             |
| 8.  | Dok je sveta, ljubila bih te     | Miša Mijatović   | Ljiljana Jevremović     | Miša Mijatović             |
| 9.  | Potraži drugu                    | Miša Mijatović   | Steva Simeunović        | Miša Mijatović             |
| 10. | Na pola smo puta stali           | Rade Vučković    | Rade Vučković           | Miša Mijatović             |
| 11. | Opilo nas vino                   |                  |                         |                            |
| 12. | Da nije ljubavi tvoje            |                  |                         |                            |
| 13. | Zelene su oči tvoje              |                  |                         |                            |
| 14. | Ljube mi se crne oči             |                  |                         |                            |
| 15. | Zbog tebe                        |                  |                         |                            |
| 16. | Kad zaškripi kapija              |                  |                         |                            |
| 17. | Ruzmarin                         |                  |                         |                            |

Pesme 11-17 su bonus pesme.

## Spoljašnje veze
- Bol bolujem na discogs.com